# Klement XII.
Klement XII., vlastním jménem Lorenzo Corsini (7. dubna 1652 Florencie – 6. února 1740 Vatikán) byl papežem mezi roky 1730 a 1740.

## Život
Pocházel z florentské rodiny Corsiniů, roku 1685 se stal knězem, roku 1691 nunciem ve Vídni a roku 1706 kardinálem. Dva roky po nástupu do úřadu oslepl.
V lateránské bazlice dal přistavět kapli k poctě sv. Ondřeje Corsiniho označovanou jako nejkrásnější v Římě. Zde byl také pohřben.  Roku 1738 bulou In eminenti prohlásil svobodné zednářství za kacířství, i když mezi zednáře patřili například i panovníci či biskupové nejen tehdejší doby.